# ویناسات-۱
Vinasat-۱ اولین ماهواره ویتنام است که با کاربردهای اقتصادی - امنیتی ۱۸ آوریل ۲۰۰۸ از پایگاه فضایی گویان فرانسه به فضا پرتاب شد.